# Son Fortuny
Son Fortuny és una possessió fortificada situada al municipi d'Andratx, a Mallorca, concretament a prop de la sortida del túnel de Son Vic en la carretera Palma-Andratx. A principis del segle XX la possessió fou reformada.

## Etimologia i situació
Aquesta possessió fou coneguda en temps de la dominació musulmana com Biniorella. Era la segona alqueria en importància del municipi, ja que els seus dominis anaven des de La Cova al nord, al límit de Peguera, fins a la costa de Camp de Mar al sud i des del Cap Andritxol fins als límits de l'alqueria del Port al sud-est i la possessió d'Andritxol a l'oest.

## Història
La primera notícia de la possessió es té per l'abril de 1320, quan el bisbe de Barcelona l'establia a Pere Revell, mercader. L'any 1322 part de Biniorella era de Tomàs Alemany, a delme i tasca, i al març demanà llicència per plantar 6 quarteres de vinya. Per l'abril la finca era de Ramon Alemany, el qual a instància dels seus creditors, Jaume Conill i altres, consentia a subhastar-la. De l'alqueria sortí l'arrendatari Pere Revell, ciutadà, el qual dies més tard la comprà per 35 lliures, prenent possessió i entregant-li les claus, segons el “cerimonial de costum”. Pel maig el batle major del Pariatge concedia llicència al nou propietari per a edificar tots els molins que volgués on podria dur tota l'aigua que pogués trobar a l'alqueria i pagaria un cens d'1 morabatí. L'any següent Biniorella s'establia en emfiteusi a Bernat Companyó establint-se un cens de 15 lliures a pagar pel Nadal i 230 lliures d'entrada. En aquell moment la possessió confrontava amb l'alqueria de La Torrada (Peguera), el mar, l'alqueria de Guillem Cabot (Andritxol), l'alqueria de Ponç Sa Bassa i l'alqueria d'Arnau Alemany per la part de Garrafa. Aquest darrer devia qualque dret sobre les cases de Biniorella perquè al juliol de 1323 donà permís al seu esclau per construir-hi unes cases.
L'any 1340 la Cúria del Pariatge venia part de la propietat a instància dels creditors de Bernat Companyó a Guillem de Sant Martí, ciutadà, segons escriptura firmada pel notari Dalmau Maraco, que també va obtenir la cessió de la resta de la finca per la Cúria del Pariatge davant el notari de Barcelona Pere Borrell. Tres anys més tard el bisbe i el Capítol de Barcelona l'establien ha dit Guillem de Sant Martí a cens de 48 lliures, el qual hi continuava l'any següent. El seu fill, Pau de Sant Martí, cavaller, la posseïa l'any 1396 quan comprà l'alqueria de La Cova. El 1405 el propietari va aconseguir personalment del rei que es fessin crides als batles de Calvià i Andratx per evitar que cap persona, independentment de la seva condició entrés amb bestiar ni tallés arbres a les seves terres sota pena de 200 sous, ordre que es repetí el 1411. Un any abans s'havia originat un plet entre el dit Pau i Silvestre Comallonga d'Esporles per motiu d'unes esclaves que havien fugit i ara treballaven a Biniorella.
Després passà a Pere Prats, d'Andratx, i l'any 1417 va ser propietat de Jaume Mora. El 1422 Biniorella era de la dona Joaneta, viuda d'Agustí Mora, donzell, ciutadà. Per casament amb una filla del difunt, Elionor, la posseí a partir de 1448 Joan de Copons, doctor en lleis, personatge cèlebre en la història de Mallorca, ja que participà en la Revolta Forana (1450-1454) contra els ciutadans. Per haver pres part a la rebel·lió contra el monarca, per reial decret donat a la vila de Corts a data de 16 de desembre, li fou confiscada Biniorella així com altra que possessió a Puigpunyent l'any 1463 i la mateixa patiren les propietats dels seus fills Joanot i Agustí de Copons. Joan II cedí aquests béns a Joan de Sartano, falconer major de dit rei i a Joan Pagès, doctor en lleis i el seu vicecanceller, per un real privilegi publicat a Saragossa el 14 d'abril de 1467.
Anys més tard els dos propietaris renunciaren a Biniorella, després d'haver sostingut un plet amb Fortuny de Ruesta i Castell de Balaguer, donzell, i de la seva esposa Magdalena de Mora i Tudela, descendent directa dels legítims propietaris. La possessió canvià el seu pel de Son Fortuny per mor del nom dels seus propietaris. El topònim de Biniorella continuà viu i s'aplicà a unes cases i terra situades dins l'antiga alqueria però el casal antic i originari de Biniorella perdé el seu nom. Fortuny de Ruesta, d'origen aragonès, havia arribat a l'illa el 1414 amb el càrrec d'alcaid de les reials presons i l'any 1444 es casà amb Magdalena Mora. El 1490 es vengué l'alqueria de La Cova a Llorenç Simó d'Andratx. Al seu testament, davant el notari Joan Castell e 15 d'agost de 1495, la viuda Magdalena Mora va fer hereus als seus fills Joan i Jordi Fortuny de Ruesta i Mora, donzells. En 1503, Joan Fortuny de Ruesta, la cedí la seva neta Magdalena casada amb Carles Despuig i de Santmartí. Tots dos foren assassinats el 2 de gener de 1522 pels agermanats a la torre de la possessió. Com no deixaren successió directa masculina, l'única filla que escapà dels agermanats, Magdalena Despuig Fortuny, casada amb el seu cossí Jordi Fortuny de Ruesta i Berga, fill segon de Jordi Fortuny de Ruesta i Mora, heretà la propietat i d'aquí que es perpetués en la família Fortuny de Ruesta després de ser posseïda pels Despuig.
L'any següent Macià Fortuny de Ruesta i Massanet, donzell, com a tutor dels fills i hereus de Carles Despuig i de Santmartí lloga per 7 anys a Antoni Jofre i Joan Bonet la possessió. En les clàusules del contracte s'estipula que conraran la vinya i cada any hi faran 50 clots de murgó de 3 caps i 50 empelts, que reben el bestiar i les ovelles, que cada any recompondran les teulades de les cases i que no podran fer carbó d'olivera si no són soques d'olivar o ullastres. El preu del lloguer és de 80 lliures cada any reservant-se el senyor la casa de la torrera i la casa soterrània de la torre. L'any 1534 Jordi Fortuny de Ruesta i de Berga, donzell, lloga per 7 anys a Antoni Carbonell la possessió amb 200 cabres, 200 ovelles, 6 bous i 3 vaques. El contracte no es degué complir perquè el 1538 la possessió va ser llogada a Joan Martínez de Otero, mercader, i a Antoni Jofre, per 5 anys amb 8 bous, 2 bísties grosses, un mul i un rossí, a més de 200 ovelles i 150 cabres. Al contracte s'estipula que conraran l'olivar i la vinya on hi faran 30 clots de murgó, que a l'hort hi faran 25 empelts, que tindran les parets en bones condicions i que entregaran pedra per un forn de calç. En espècie el propietari rebrà un paneret de fruita cada dia, cada any rebrà 10 dotzenes de magranes, 10 de codonys i 2 barcelles d'ametles i a més una quartera d'olives verdes i mitja de negres i 24 quartons d'oli bo i clar, 2 anyells, 2 cabrits i 2 dotzenes de fogasses. El propietari es reserva un apartament a la casa, l'ús del molí, 5 cases d'abelles i 2 porcs i poder sembrar farratge a la vinya. S'estableix un lloguer anual de 125 lliures.
Als anys següents la propietat es fa més gran per la compra el 1542 a Guillem Porcell d‘una part de les terres de la possessió d'Andritxol per 25 lliures, per la compra l'any següent de l'alqueria Torà de Peguera i per la compra l'any 1544 d'altra part d'Andritxol per 30 lliures, terres que es creu pertanyen a l'actual possessió de Biniorella. El 1553 Jordi Fortuny de Ruesta, com a capità de guerra d'Andratx, lluità contra els moros que desembarcaren en dita vila. El 1563 el propietari escriví al rei demanant que prohibís prendre sal de la marina de la seva possessió. Quinze anys més tard la possessió va ser valorada en 12000 lliures en els Estims. El 1580 es va fer testament en favor dels seus fills Joan, Antoni i Andreu Fortuny Despuig, donzells. S'informa que el 1590 Son Fortuny rebia diversos censals que anaven de 400 lliures fins a 5 quarteres de forment.
Després de la mort dels seus germans Andreu Fortuny Despuig, casat amb Aina Sunyer Colomines de la casa de Planícia, va rebre Son Fortuny. Aquest capità, que morí a mans dels pirates barbarescs, testà el 1607 a favor del seu fill Antoni Fortuny Sunyer, donzell. El 1627 s'informa que la possessió tenia conreus de cereals, garrigues i una guarda de 350 ovelles i 340 cabres. La presència de la ramaderia fou molt important al segle xvii, així ho demostren les rendes que es perceben per aquests concepte, remarcant la cria de cavalls i porcs. També destacaven, segons dades de 1677, la producció d'oli amb 700 trullades, garroves amb 600 quintars i most amb 100 quarters provinents de l'hort de la Vinya Vella. Degut a les freqüents incursions de pirates i corsaris s'informa el 1682 de l'existència d'un gran arsenal, integrat per escopetes, mosquets, arcabussos, tres escopetes, carrabines i un i un dipòsit de pólvora, bales i metxes. Tres anys més tard Son Fortuny fou valorada en 30000 lliures.
Al segle xviii, la propietat passà als marquesos de la Romana per matrimoni, el 1759, del II marquès de la Romana amb Margalida Sureda Valero Togores, descendent dels Fortuny. Entre finals del segle xviii i principis del XIX, la possessió es dividí en tres apareixent els predis de Camp de Mar, a la costa, i Biniorella, devora el Coll Andritxol, que adoptà el nom antic de la possessió, mentre que el casal antic va quedar amb el nom de Son Fortuny. Així el 1860 la propietat tenia una extensió de 845 quarterades segons dades de l'Arxiduc Lluís Salvador. El 1876 el V marquès de la Romana la va vendre a Josep Astier i aquest el 1904 a l'andritxol Gabriel Bosch i Ensenyat, amb reserva d'estatge de per vida. Finalment l'any 1924 Son Fortuny va ser adquirida per Josep Trujillo Pizà, repadrí dels actuals propietaris, que la va comprar per 450000 pessetes, gràcies a la fortuna que havia fet a Puerto Rico.

## Descripció de les cases
Respecte al casal de Son Fortuny s'ha de dir que amb tota probabilitat ja existia en temps musulmans una edificació d'estil andalusí amb pati de la que es van aprofitar parts després de la conquesta. Al segle xiv es van construir una sèrie de barraques que després foren incorporades a la façana principal, fent servir una de les dependències com a rebost, i també es va construir una casa afegida al cos principal. Durant aquest segle el conjunt es fortificà, segons el model dels castells rurals catalans dels segles xii i xiii, i s'incorporaren elements d'arquitectura senyorial fins a convertir-se en unes grans cases de possessió.
La fortificació de l'alqueria començà amb de la torre, que en un principi va ser exempta, iniciada al voltant de 1340 o almanco ja s'havia començat quan els Sant Martí iniciaren les obres del recinte tancat. El pare Joanillo ja assenyala que aquesta torre ja existia a final del segle xv, juntament amb les de les possessions de Son Mas, Son Jofre i probablement la de Son Esteve. Però la torre de Biniorella és més antiga i presenta un altre tipus de planta, mentre que la de Son Mas i Son Esteve són de planta quadrada de 6 x 6 m (la de Son Jofre no s'ha conservat) la de Biniorella és bastant més gran i de planta rectangular, 9,5 x7 m. La construcció disposava d'un pis i terrat i sembla que era un híbrid entre una torre i una residència senyorial fortificada típica dels primers anys de la reconquesta, igual que la veïna torre de Son Orlandis, també anterior al segle xv. Posteriorment, es va tancar el recinte amb la construcció d'un mur perimètric, i va formar una clastra molt més àmplia que l'antic pati. Tot el conjunt va créixer en altura i l'accés al primer pis es realitzava des de la clastra per una escala exterior, d'aquest punt es podia passar a la torre per un pont llevadís. Es fa menció d'aquest pont a una declaració sobre els assassinats de propietari Carles Despuig l'any 1522 i es dona a entendre que aquesta era la casa dels propietaris, a on guardaven els seus béns.
El pas forà es feia per davall dels arcs del pont llevadís i segurament ja existia un portal forà que tancava el recinte. Després de la reconversió en castell, que es dugué a terme al segle xiv, s'emprengueren noves obres a principis del segle xv afegint noves dependències al mur perimètric de la clastra. A la clastra es construí una gran sala que corresponia al celler, que es documenta al segle xvi, on el sostre de fusta descansava sobre arcs de diafragma. Sobre aquesta sala es trobaven altres dependències amb les respectives golfes. A la part exterior també s'afegiren altres construccions com la capella junt a la torre, amb volta d'aresta de dos cossos i a la part superior una sala amb les seves golfes a la qual s'accedia des de la torre i formava part de la residència senyorial. En aquest moment la torre ja s'havia recrescut amb dos pisos més i presentava una teulada a dues vessants. La planta baixa era més humil però la primera planta era sala que engrandia la casa dels senyors. El fet que aquestes habitacions formaven part de les cases dels propietaris queda reflectit en els contractes d'arrendament del segle xvi. Tal com es documenta hi havia una important producció d'oli la producció d'oli que es feia a tafona que actualment es coneix com la “tafona vella”.
La importància que prengué la possessió el segle xvii va fer que l'any 1682, els Fortuny emprengueren unes grans reformes a les cases segons el gust de l'època i és d'aquest moment de quan data l'estructura i configuració actual del conjunt. Les cases es decoraven amb tapissos i mobles de luxe, es va fer una nova capella dedicada a Santa Anna i una gran tafona nova. Sobre el portal forà es col·locà l'escut dels Fortuny i la torre adquirí l'aspecte de les fortificacions de l'època, amb un cordó a la part superior i amb un arsenal important. La capella se situà a la dreta del pas forà i la més antiga es convertí en el menjador dels pagesos. A la planta noble s'unificà el nivell del pis de totes les sales i es va rebaixar el sostre del celler gòtic. Es va construir una gran tafona, la “tafona nova”, amb unes dimensions de 20 x 7 m i se li afegí un gran aljub cobert de volta de 30 metres de llarg.
No seria fins a principis del segle XX quan Son Fortuny tornés a ser reformada i modernitzada. A la façana principal s'afegí una galeria de 47 m de longitud, amb altes pilastres i una balustrada de marès. A l'interior de la clastra es modificà l'escala i la galeria d'accés a les sales nobles amb el mateix estil que la balustrada exterior. També es reforma la façana interior de la clastra en un estil regionalista i es modernitzà la tafona nova i s'instal·là un molí fariner i una serradora moguts a vapor.
Aquesta estructura del conjunt de Son Fortuny formada per un gran casal senyorial que es disposa entorn de la clastra és una constant en altres possessions del municipi d'Andratx.